# Паницово
Паницово (болг. Паницово) — село в Болгарии. Находится в Бургасской области, входит в общину Несебыр. Население составляет 111 человек (2022).

## Политическая ситуация
Паницово подчиняется непосредственно общине и не имеет своего кмета.
Кмет (мэр) общины Несебыр — Николай Кирилов Димитров (независимый) по результатам выборов в правление общины.